# 艶恋師
『艶恋師』（いろこいし）は、原作・倉科遼、作画・みね武による日本の漫画作品。漫画サンデー（実業之日本社）に連載していたが、同誌の休刊で現在は終了している。

## 概要
着流し姿の主人公・神楽坂菊之介が、全国を旅して様々な女性と巡り会うというオムニバス形式をとっている。菊之介は、昼は三味線の師匠、夜は四十八手を使いこなす「竿師」の2つの顔を持つ。

## 菊之介の得意技
- きぬた：四十八手のひとつ。菊之介は決め技として頻繁に用いる
- 龍気功：相手に一切手を触れぬまま快楽を与える

## 映画
2008年までにシリーズ3作が制作公開されている。シリーズ共通して神楽坂菊之介役は中倉健太郎。

### 第1作
『艶恋師』（いろこいし）のタイトルで2007年7月8日に渋谷アップリンク・ファクトリーで公開された。小美野昌史監督、伊藤康隆脚本。

#### キャスト
中倉健太郎、小松千春、荒井美恵子、小澤マリア、鶴田さやか、永澤俊矢

### 第2作
『艶恋師 北海道 放浪編』（いろこいし ほっかいどう ほうろうへん）のタイトルで、2008年1月26日～2月1日まで同映画館で公開された。田尻裕司監督、中野太脚本。

#### キャスト
中倉健太郎、佐藤ゆりな、蒼井そら、吉岡睦雄、金田直、野上正義、藤タカシ、村野武範

### 第3作
『艶恋師 放浪編 歌舞伎町 絶頂対決!!』（いろこいし ほうろうへん かぶきちょう ぜっちょうたいけつ）のタイトルで、2008年11月に公開された。田尻裕司監督、中野太脚本。
この作品から神楽坂菊之介をアニキとして慕う参平が登場した。参平は映画版のみのオリジナルキャラクターだったが、映画版での登場から原作の漫画にも登場するようになった。参平を演じたのは新人の岩永ひひ男。

#### キャスト
中倉健太郎、吉沢明歩、庄司哲郎、きこうでんみさ、紗奈、岩永ひひ男、遠藤憲一